# 月眉路都市計畫道路改善拓寬工程
月眉路都市計畫道路改善拓寬工程（簡稱月眉路拓寬工程或月眉高架）是改善基隆市連接新北市瑞芳區四腳亭地區交通的重要建設。全線位處基隆市信義區，招標案共分兩標：第一標採原路拓寬並改善路型，於2018年5月動工；第二標從原路分離另修築高架道路，於2020年4月10日通車。

## 路線規劃
基隆市區和新北市瑞芳區之間主要僅透過市道102號連接，儘管台62線、台62甲線對於基隆市區具備外環功能，但未直接連接基隆市區且禁止一般機車通行，而對疏解兩地區之間的交通效果有限。信義區月眉路65巷、六和街（皆屬原鄉道市北11線）與瑞芳區月眉路（區道北122線）相接，可作為兩區之間替代道路；惟基隆段路寬狹窄、縱坡度大、路型曲折，充斥轉彎半徑過小的髮夾彎，無法有效分擔兩區之間交通流量，驅使基隆市政府規劃此改善拓寬工程。
該工程在2003年由內政部營建署同意納入「基隆生活圈道路交通系統建設計畫」，2005年開始設計並在隔年完成設計。宏邦機械開發有限公司欲申請營運土石方資源堆置處理場（土資場），工程計畫因此分為北段的第一標、南段的第二標。全線長約2.5公里，路寬從6米拓寬到13米，包含雙向2混合車道各5米與人行道。儘管工程名稱有「月眉路」，但並未和基隆市信義區月眉路主線相連。

### 第一標
全長約1.2公里，起自月眉路65巷和六和街口，止於朝天宮、土資場附近，與第二標相隔約0.3公里直線路段，從起點可藉六和街往北續行至東明路聯絡基隆市區。由於起迄點直線距離短且高度落差大，第一標採原路（月眉路65巷）改善路型與拓寬，在高處另設有2座景觀台。原路陡峭、轉彎半徑小，本標藉拉長路線與加大轉彎半徑以明顯改善行車平順程度，但需局部削挖山壁。
第一標工程經費約新台幣1.5億元，因宏邦機械申請土資場營運而回饋經費。2018年5月8日動工，然而行政院農業委員會林務局以使用過多林地為由反對於2019年停工檢討道路線型，預計最快2020年底復工。

### 第二標
全長約1.2公里，起自月眉路65巷、與第一標終點間隔約0.3公里直線路段，止於省市界連接新北市瑞芳區的月眉路（北122線），從終點可藉月眉路往南續行至瑞泰橋或瑞竹路聯絡四腳亭地區。原路（月眉路65巷、六和街）所經地形起伏大，因此在附近另闢新路，從通往靈泉禪寺的彎道前與原路分離，並在跨越原路前開始775米的高架道路，在擁恆文創園區入口前降至平面。
第二標工程經費約新台幣4.4億元，由基隆市政府辦理、內政部營建署補助，2013年10月9日動工興建，於2019年6月實質完工，但直到2020年4月10日才正式通車。

## 爭議
月眉路拓寬工程自規劃至興建，質疑和批評聲浪不斷。基隆市政府主張該工程可實質改善基隆市區和瑞芳之間的交通問題，但該工程只改善了基隆市路段，新北市路段並未規劃拓寬。瑞芳月眉路路型雖然較佳但仍狹窄，四腳亭道路更大多只有一線道，拓寬工程實質效益可能大打折扣。全線建築在山區，周邊人煙罕至，卻可直達擁恆文創園區，而飽受批評有圖利之嫌、質疑工程必要性。
基隆市議會多數議員原反對編列該工程預算，但2012年仍強行通過，並徵收靈泉禪寺0.3公頃土地，招致寺方強烈不滿、控訴「官商勾結」；進而查出，時任基隆市議會議長黃景泰疑似勾結國統開發創辦人（擁恆文創園區負責人）陳振豐，透過暖暖區議員鄭怡信遊說，以「茶葉罐」（內塞新台幣20萬或50萬元）賄賂議員支持拓寬工程預算。為此，2014年8月20日基隆地檢署大舉搜索基隆市議會，國民黨、民進黨總共高達18位議員名列被告，幾乎傾覆半個市議會。2014年12月26日，基隆地檢署主任檢察官周啟勇證實，的確有傳喚收錢的議員，但他們到案時皆表示「因懼怕議長的勢力」不得已將錢收下來，檢方才能掌握證據。
拓寬工程第二標曾發生兩起重大工安意外。2014年5月15日，靠近靈泉禪寺路段吊車吊臂斷裂翻覆，造成駕駛1人死亡。2017年3月27日，疑似施工操作不當，鋼模瞬間塌陷，3名印尼籍工人從20米高的橋墩重摔，造成2死1傷；事後勞動部職業安全衛生署查出施工不符程序、重摔的3名工人是逃逸外勞，勒令停工改善。最初預定2015年9月完工的第二標原已延後到2017年6月，工安意外後完工期程多次延展至2019年中。

## 外部連結
- 開放街圖「月眉路都市計畫道路改善拓寬工程」 （页面存档备份，存于）